# Adolfo Rossi
Adolfo Rossi (Valdentro di Lendinara, 30 aprile 1857 – Buenos Aires, 28 luglio 1921) è stato un giornalista, scrittore e diplomatico italiano.

## Biografia
Nato nel 1857 da famiglia borghese (i genitori erano impiegati in pretura) a Valdentro, allora come oggi frazione di Lendinara, fu battezzato nella chiesa di Villanova del Ghebbo (sita a poche decine di metri dalla sua casa ma facente parte del territorio comunale di Villanova del Ghebbo) come risulta dai registri dell'archivio parrocchiale, rimasto intatto dal Concilio di Trento ad oggi. Nella comunità parrocchiale di Villanova trascorre la prima infanzia come racconta lui stesso in una sua inchiesta giornalistica sul Polesine. La località Valdentro infatti gravita, come comunità, più su Villanova del Ghebbo, da cui è separata solo dal naviglio Adigetto, che su Lendinara (che dista circa cinque chilometri) o Fratta Polesine (cui sarebbe più vicina distando circa due chilometri). Del resto l'antica casa avita dei Rossi era a Villanova del Ghebbo come pure la cappella di famiglia nel cimitero intitolata ad Antonio Rossi (1805-1874) capostipite dei due rami dei Rossi a Villanova e Valdentro.
Dopo un breve soggiorno a Occhiobello (vedasi di nuovo l'archivio parrocchiale) ritornò nel 1864 a Valdentro frequentando il vicino centro urbano di Lendinara dove fu pupillo di Alberto Mario, il braccio destro di Garibaldi nella spedizione dei Mille che l'aiutò nelle sue ambizioni di scrittore facendogli pubblicare racconti su varie riviste. Era impiegato postale a Lendinara quando lasciò il Polesine nel 1879, diretto a New York dove, dopo aver sperimentato diversi lavori, iniziò a fare il giornalista per il quotidiano Il Progresso Italo-Americano. Qui apprese lo stile statunitense, stringato e con pochi aggettivi, di giornalista che verifica sempre di persona, ben diverso da quello italiano degli stessi anni. Al suo ritorno in Italia fu apprezzato come giornalista e inviato speciale pronto sempre a recarsi sul posto nell'immediatezza degli avvenimenti secondo lo stile giornalistico acquisito negli Stati Uniti. Segue gli scontri in prima linea e telegrafa gli articoli già pronti per la stampa, richiedendo espressamente che non venissero revisionati dai redattori. È tra i primi a denunciare l'eccidio degli armeni da parte della Turchia durante la guerra greco-turca nel 1894 e per questo rischiò l'espulsione da Istanbul, tanto che, temendo di essere intercettato dai servizi segreti turchi, varcava il confine con la Bulgaria per telegrafare i suoi articoli in Italia.
Realizza poi numerose inchieste, la prima sulla miseria della campagna polesana, suo luogo di nascita. Fu inviato dal suo giornale romano La Tribuna, che con lui diventa il giornale più venduto d'Italia,con 150 000 copie giornaliere, per indagare sulle condizioni sociali della Sicilia, nel momento di crisi politica creato dalla questione dei Fasci Siciliani dei Lavoratori, in ottobre 1893. In seguito viene mandato in Eritrea, per studiare dal vivo la politica coloniale di Crispi, che il giornale sosteneva, ma le sue denunce sull'inadeguatezza in mezzi e preparazione delle forze coloniali italiane gli causarono l'espulsione dal paese ma dopo le tragiche sconfitte delle forze italiane il primo ministro Crispi lo convocò per sentire dalla sua viva voce le sue critiche all'operato e all'organizzazione dell'esercito italiano in Eritrea.
Viene quindi richiesto dal «Corriere della Sera», dove raggiunge il ruolo di redattore capo, ma nel 1901 abbandona il giornalismo e diventa esperto riconosciuto di immigrazione attraverso la carica di Ispettore viaggiante del Commissariato sull'Emigrazione Nazionale, istituito nello stesso anno. Effettua quattro ispezioni: in Brasile, in Sudafrica, negli Stati Uniti d'America e in Argentina. Le sue denunce sulle condizioni di vita degli immigrati italiani all'estero sono sempre aspre e senza censure, più volte affermerà questa è "l'Italia della vergogna", come ricorda Gianpaolo Romanato nel volume (intitolato appunto "L'Italia della vergogna nelle cronache di Adolfo Rossi") che riproduce le quattro relazioni scritte al termine delle ispezioni prima ricordate. Gli effetti del suo lavoro saranno notevoli, a seguito della sua prima ispezione verrà promulgato il decreto Prinetti, che ha annullato la possibilità per il Brasile di "offrire" gratuitamente il viaggio d'andata agli immigrati italiani.
Nel 1908 diventa diplomatico, nonostante non fosse in possesso di alcun titolo di studio accademico e il ricorso presentato da alcuni suoi colleghi contro la sua nomina, ricorso rigettato dal Ministero. Francesco Saverio Nitti, come avvocato, ne assume le difese sostenendone l'assoluta competenza ed esperienza maturate all'estero prima come emigrante,  poi come giornalista e successivamente come commissario generale all'emigrazione. La sua prima sede come console di prima classe fu a Denver in Colorado.
Morì a Buenos Aires nel 1921, mentre ricopriva la prestigiosa carica di Ministro Plenipotenziario per l'Italia. Trasportato in Italia con nave da guerra fu sepolto con funerale di stato a Lendinara accanto ad Alberto Mario. Sulla sua tomba un'epigrafe dettata dal giornalista, scrittore e politico Olindo Malagodi, padre di Giovanni, recita:
Ad

Adolfo Rossi

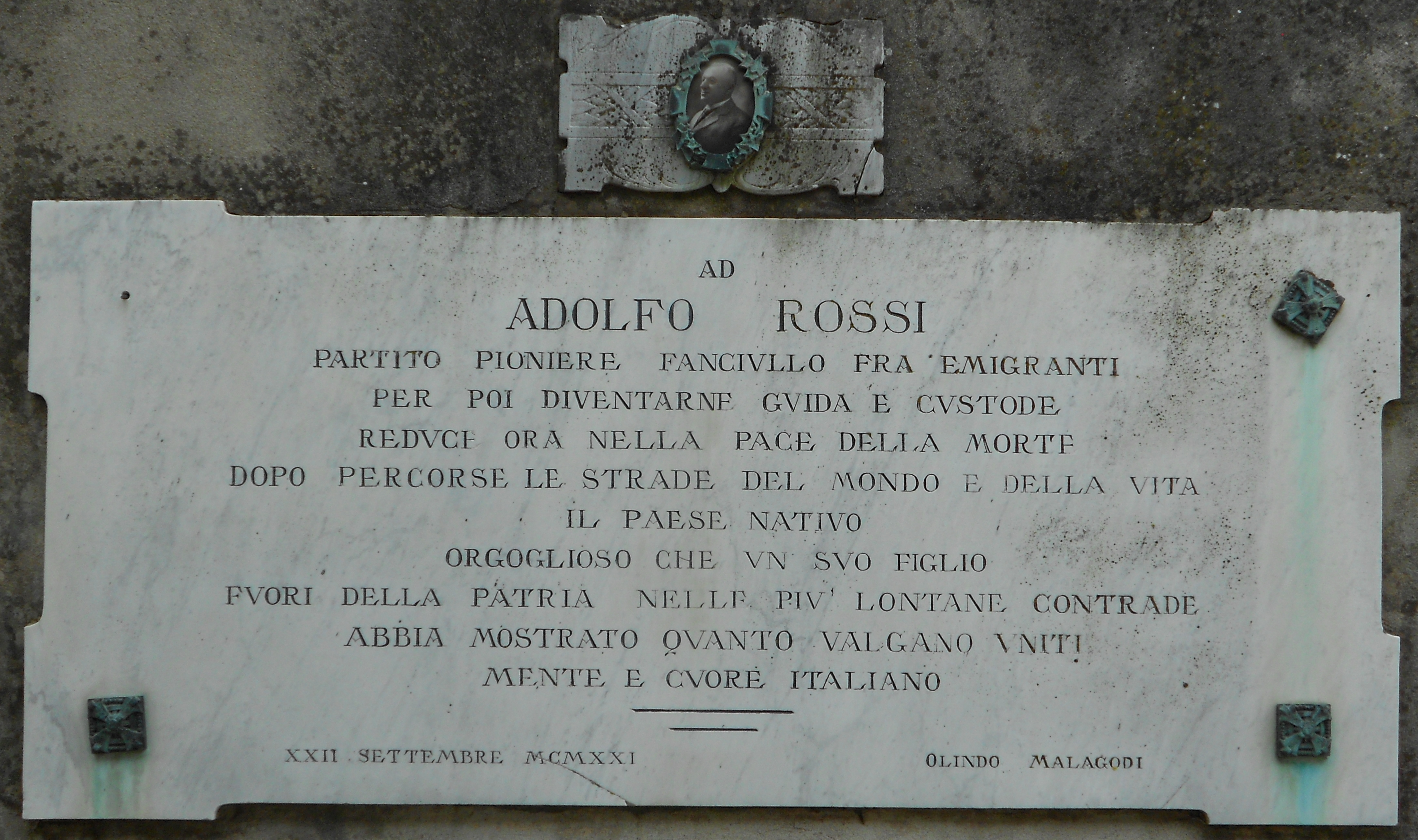
Lapide ad Adolfo Rossi nel cimitero di Lendinara

partito pioniere fanciullo fra emigranti

per poi diventare guida e custode

reduce ora nella pace della morte

dopo percorse le strade del mondo e della vita

il paese nativo

orgoglioso che un suo figlio

fuori della patria nelle più lontane contrade

abbia mostrato quanto valgono uniti

mente e cuore italiano
Come si vede nell'epigrafe Rossi è giustamente considerato cittadino lendinarese, per quanto nativo di Valdentro. Tuttavia a Villanova del Ghebbo è ancora viva la memoria sua e della famiglia originaria del paese. È recente una proposta dei villanovesi su iniziativa di Renzo Carlo Avanzo, discendente per parte di madre dalla famiglia Malin della madre di Adolfo Rossi, di dedicare la piazza di Valdentro, che è separata dalla chiesa parrocchiale da poche decine di metri, denominata "piazza grande" nelle vecchie cartoline, ad Adolfo Rossi che viene comunque ricordato nel paese come un membro della comunità essendo nato proprio in una casa che dava su questa piazza. La Piazza è stata effettivamente intitolata il 7 ottobre 2017 con cerimonia congiunta con la partecipazione dei sindaci dei due comuni di Villanova del Ghebbo e Lendinara. In effetti è piuttosto assurda la suddivisione del paese che, situato sulla biforcazione dell'Adigetto da cui nasce il canale Scortico che scorre verso Fratta Polesine, vede tre comuni, Villanova del Ghebbo, Fratta Polesine con la frazione di Ramedello e Lendinara con la frazione di Valdentro, incontrarsi su detta biforcazione mentre da sempre la popolazione di questi territori fa parte di un'unica comunità ed è servita da un'unica parrocchia.
Una interessante raccolta di ritagli di articoli di giornali e di libri di Adolfo Rossi è consultabile in Archivio di Stato di Rovigo, al Fondo Rossi, unitamente ad alcuni album fotografici della sua carriera di giornalista e diplomatico. Tale materiale è stato oggetto di più tesi di laurea ed è stato largamente consultato dalla giornalista-regista Nella Condorelli che ha girato un film-documentario dal titolo ,"1893: l'inchiesta" che trasporta sullo schermo le inchieste di Adolfo Rossi sulle agitazioni del 1893 in Sicilia. L'opera è stata presentata al Festival del Cinema di Venezia del 2015 ed è stata inserita nel circuito italiano dei cineforum a cura del Cinit (Cineforum italiani).

## Opere
- Naccociù, la venere italiana. Avventure degli emigranti al nuovo mondo (Perino, Roma 1889).
- Nel paese dei dollari (Tre anni a New York) (Kantorowicz, Milano 1893).
- Un italiano in America (F.lli Treves, Milano 1894).
- Menelik e l'Italia: cronaca documentata, 1895.
- Alla Guerra greco-turca (aprile-maggio 1897). Impressioni ed istantanee di un corrispondente, 1897.
- Da Costantinopoli a Madrid (Impressioni di un corrispondente), 1899.
- Nel regno di Musolino (Rubbettino, Soveria Mannelli 2016).